# Thibo Somers
Thibo Somers (Brugge, 16 maart 1999) is een Belgisch voetballer die bij voor voorkeur als rechtsbuiten speelt. Hij stroomde in 2019 door vanuit de jeugd naar het eerste elftal van Cercle Brugge.  In de zomer van 2025 tekende hij bij Antwerp, tot medio 2028.

## Carrière
Somers werd op achtjarige leeftijd door Cercle Brugge weggeplukt bij FC Varsenare, waar zijn vader Luc jeugdtrainer was. Daar mocht hij bij de U13 en U15 geregeld een leeftijdsgroep hoger spelen, en sloeg hij de U17 zelfs helemaal over. Op 26 oktober 2019 maakte hij officiële zijn debuut op het hoogste niveau in de competitiewedstrijd tegen RC Genk (1-0-verlies), waarin hij mede-debutant Calvin Dekuyper in de 79e minuut kwam vervangen. Na amper vier wedstrijden in het eerste elftal werd zijn semiprofcontract omgezet in een volwaardig contract tot 2021 met optie op een extra jaar. In december 2020 werd zijn contract, net als dat van mede-jeugdproducten Charles Vanhoutte en Robbe Decostere, opengebroken tot 2023. Op 4 februari 2023 mocht Somers zijn contract opnieuw verlengen bij Cercle, hij tekende een nieuwe overeenkomst tot de zomer van 2026. Van bij de start van seizoen 2023/2024 werd Somers aangeduid als aanvoerder van de Vereniging onder coach Miron Muslic.

## Clubstatistieken
| Seizoen         | Club            | Land            | Competitie         | Competitie | Competitie | Beker | Beker | Supercup | Supercup | Europees | Europees | Totaal | Totaal |
| Seizoen         | Club            | Land            | Competitie         | Wed.       | Dlp.       | Wed.  | Dlp.  | Wed.     | Dlp.     | Wed.     | Dlp.     | Wed.   | Dlp.   |
| --------------- | --------------- | --------------- | ------------------ | ---------- | ---------- | ----- | ----- | -------- | -------- | -------- | -------- | ------ | ------ |
| 2019/20         | Cercle Brugge   | Vlag van België | Jupiler Pro League | 13         | 1          | 0     | 0     | —        | —        | —        | —        | 13     | 1      |
| 2020/21         | Cercle Brugge   | Vlag van België | Jupiler Pro League | 21         | 1          | 2     | 0     | —        | —        | —        | —        | 23     | 1      |
| 2021/22         | Cercle Brugge   | Vlag van België | Jupiler Pro League | 24         | 5          | 1     | 1     | —        | —        | —        | —        | 25     | 6      |
| 2022/23         | Cercle Brugge   | Vlag van België | Jupiler Pro League | 29         | 4          | 2     | 0     | —        | —        | —        | —        | 31     | 4      |
| Carrière totaal | Carrière totaal | Carrière totaal | Carrière totaal    | 87         | 11         | 5     | 1     | 0        | 0        | 0        | 0        | 92     | 12     |

## Persoonlijk
Thibo is de zoon van Luc Somers, die de jeugdreeksen van Club Brugge doorliep en nadien voor FC Roeselare, SVD Handzame en FC Izegem speelde. Ook zijn grootvader Gilbert Somers en diens broers Adrien, René en Robert hebben een verleden bij blauw-zwart. Zijn oudoom Ghislain speelde dan weer voor Cercle Brugge.